# Роне-л’Опиталь
Роне́-л’Опита́ль (фр. Rosnay-l'Hôpital) — коммуна во Франции, находится в регионе Шампань — Арденны. Департамент — Об. Входит в состав кантона Бриен-ле-Шато. Округ коммуны — Бар-сюр-Об.
Код INSEE коммуны — 10326.
Коммуна расположена приблизительно в 165 км к востоку от Парижа, в 60 км южнее Шалон-ан-Шампани, в 37 км к северо-востоку от Труа. Стоит на реке Вуар.

## Население
Население коммуны на 2008 год составляло 221 человек.
| 1962 | 1968 | 1975 | 1982 | 1990 | 1999 | 2008 |
| ---- | ---- | ---- | ---- | ---- | ---- | ---- |
| 221  | 247  | 242  | 227  | 215  | 215  | 221  |

## Администрация
| Период | Период | Фамилия     | Партия | Примечания |
| ------ | ------ | ----------- | ------ | ---------- |
| 2001   | 2008   | Сюзан Режис |        |            |
| 2008   |        | Мартен Брис |        |            |

## Экономика
В 2007 году среди 122 человек в трудоспособном возрасте (15—64 лет) 90 были экономически активными, 32 — неактивные (показатель активности 73,8 %, в 1999 году было 63,0 %). С 90 активных работало 80 человек (48 мужчин и 32 женщины), безработных было 10 (3 человека и 7 женщин). Среди 32 неактивных 8 человек были учениками или студентами, 13 — пенсионерами, 11 были неактивными по другим причинам.

## Достопримечательности
- Церковь Успения Пресвятой Богородицы (XII век). Памятник истории с 1846 года[3]

## Фотогалерея

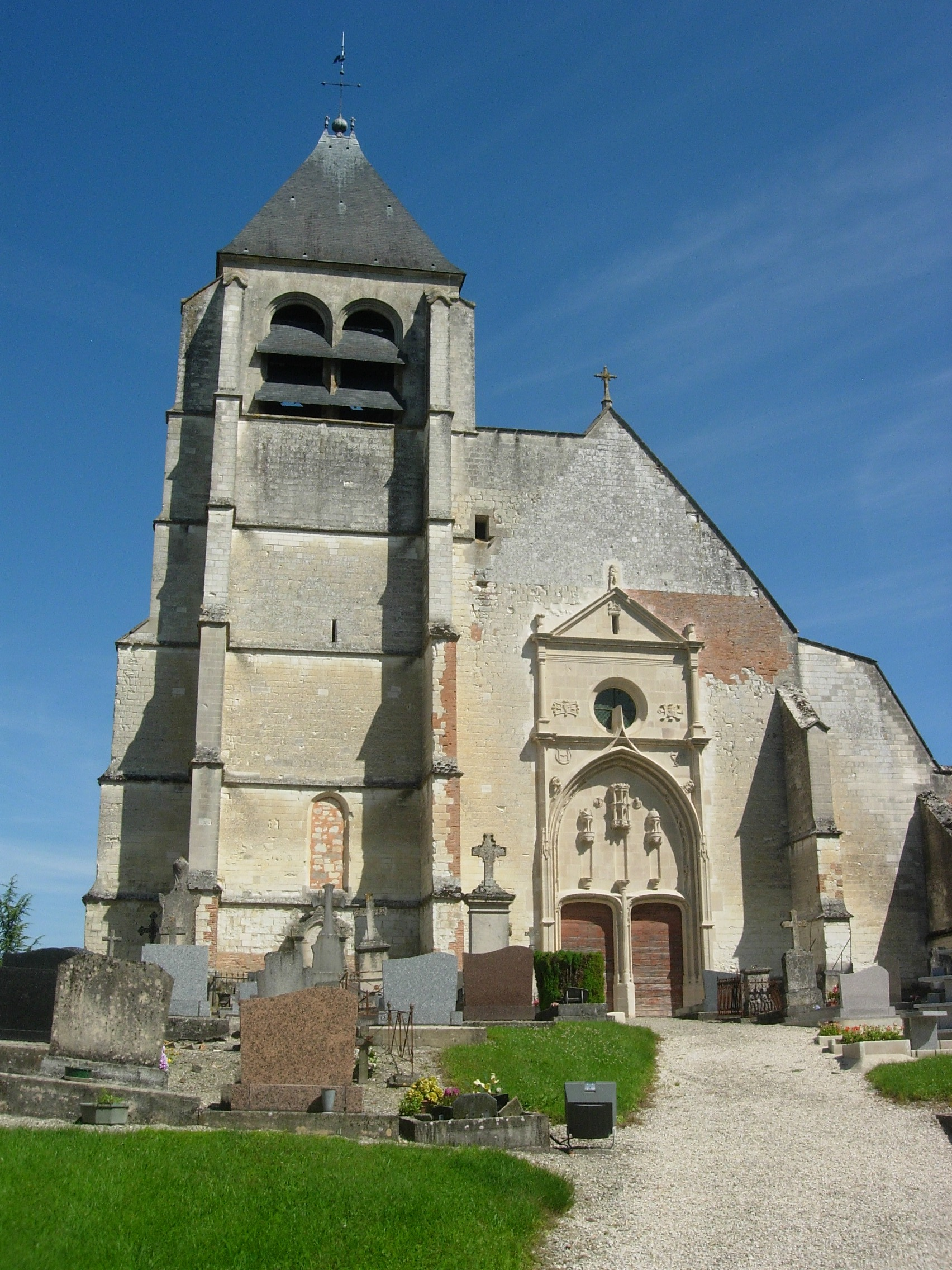
Церковь Успения Пресвятой Богородицы
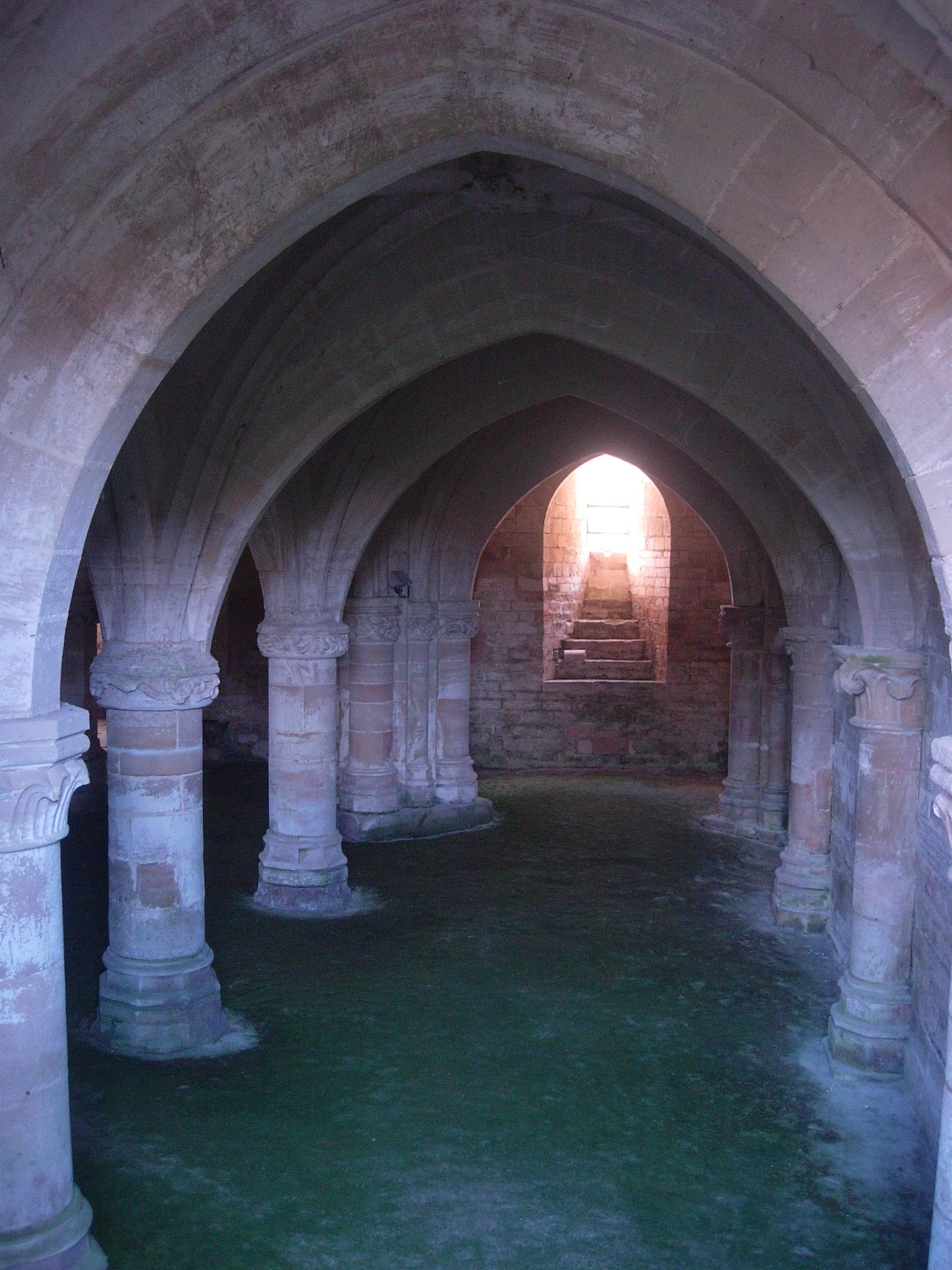
Интерьер церкви Успения Пресвятой Богородицы
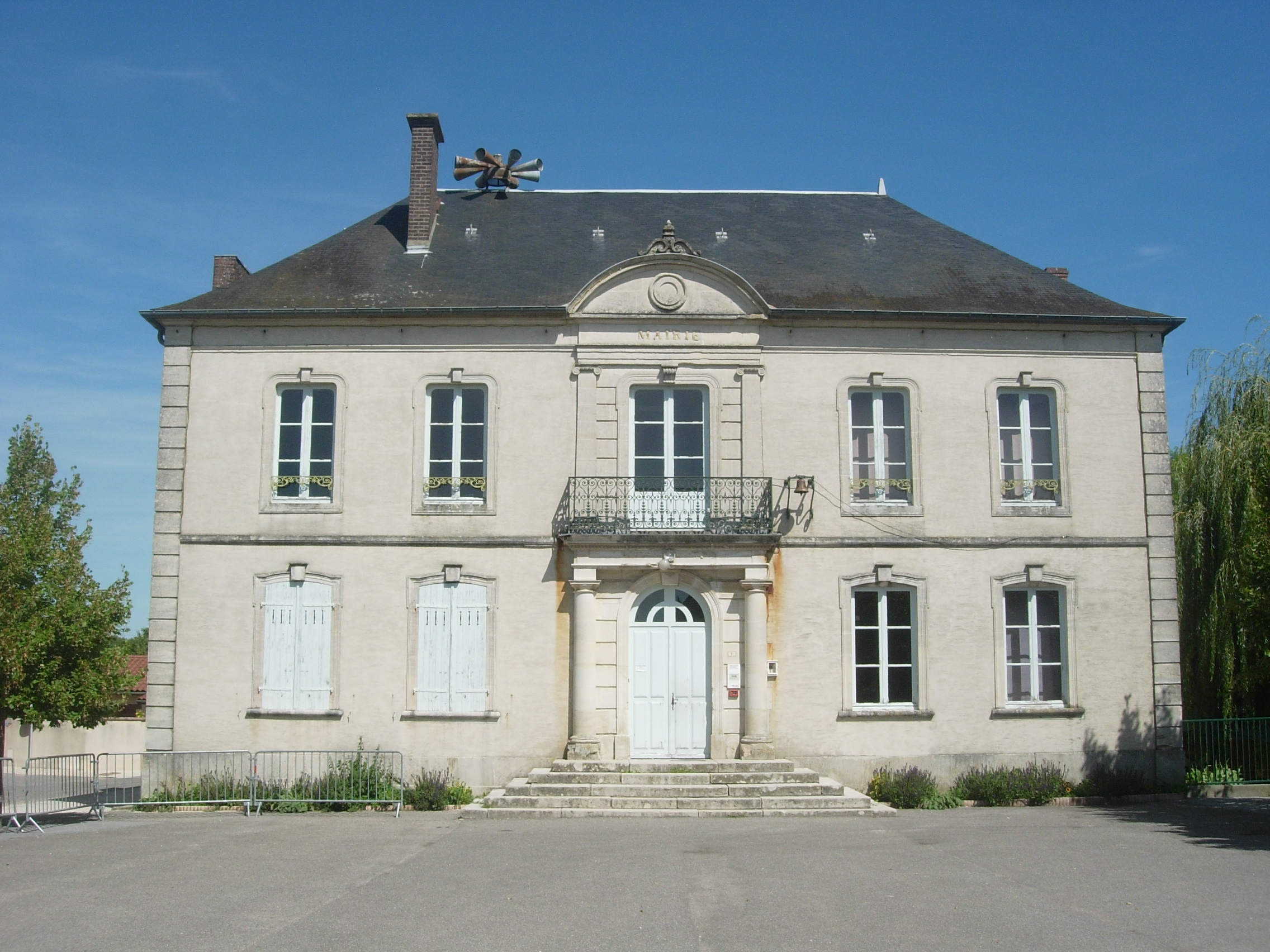
Мэрия
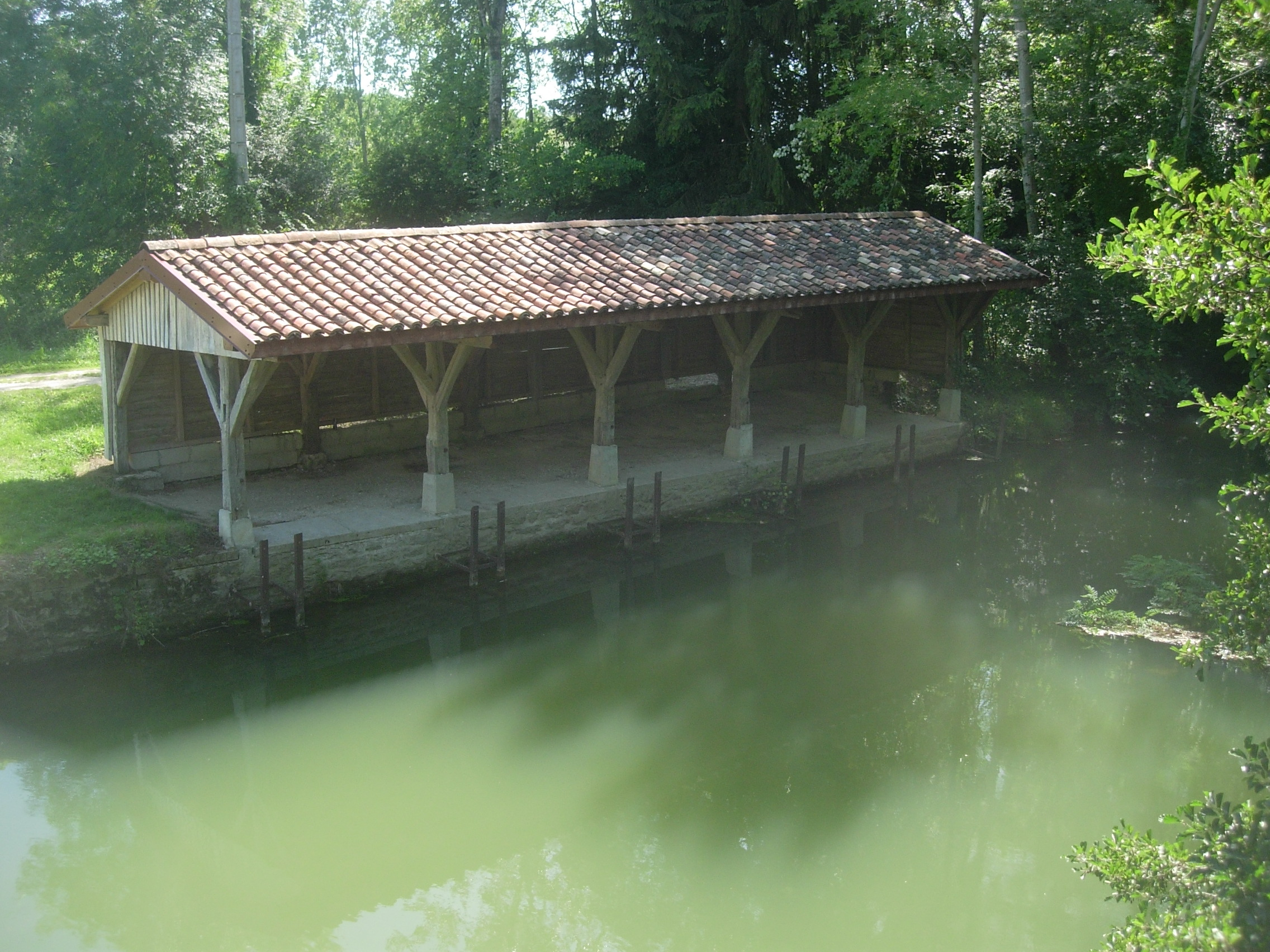
Общественная прачечная на реке Вуар